# Shah (Band)
Shah war eine Thrash-Metal-Band aus Moskau, Russland (damals noch Sowjetunion), die im Jahre 1985 gegründet wurde. Sie war eine der ersten russischen Bands des Genres und die erste mit komplett englischen Texten.

## Geschichte
Die Band wurde im Jahre 1985 von Antonio Garcia (E-Gitarre, Gesang), nachdem er die Moskauer Jazz-Schule erfolgreich absolviert hatte, gegründet. Andrei Sasonow, Kunststudent und passionierter Schlagzeuger und Miguel „Garcia“ Schemtschuschny (Bass, teilweise auch Gesang) spielten mit Antonio Garcia ihr erstes Konzert im Dezember 1986 in einem Moskauer Club. Der Auftritt erregte große Aufmerksamkeit. Die Musik wurde oft mit der von Metallica verglichen, obwohl Sänger Garcia diese Band nicht kannte.
Bei einem Live-Konzert wurde Waleri Gaina, der Sänger der Speed-Metal-Band Kruiz, auf die Band aufmerksam. Gaina verhalf der Band zu größeren Auftritten und man veröffentlichte 1987 die erste Demo Escape from Mind auf Kassette. Nach Veröffentlichung der Demo verließ Schemtschuschny die Band und überließ den Posten des Sängers Garcia. Zunächst übernahm Wassili Moltschanow die Rolle des Bassisten, dann Andrei „ZZ Top“ Girnik. Schließlich fand man Anatoli „Black Obelisk“ Krupnow für den Posten des Bassisten als geeignet.
Im Sommer 1988 tourte die Band durch Ungarn und begann anschließend die Arbeiten zu dem ersten Album Beware. Die Demo mit fünf Liedern erregte auch Aufmerksamkeit in West-Europa. Man unterschrieb einen Vertrag bei dem Label Atom H Records. Das Album wurde in Deutschland im Red Line Studio (München) im November 1988 aufgenommen und von Waleri Gaina produziert. Fünf Tage vor den Aufnahmen brach sich Bassist Anatoli Krupnow die Hand, weshalb der Bass als letztes aufgenommen wurde. Während der Aufnahmen gab die Band ein Konzert in München, welches von der Sendung Mosh (RTL Plus) aufgenommen wurde.
Im März 1989 absolvierte Shah eine Tournee, die 30 Konzerte umfasste, in Städten in ganz Russland. Das Album wurde im Mai über Atom H Records veröffentlicht, bzw. in Japan bei Teichiku Records. Es folgten Touren durch Deutschland, die Tschechoslowakei und Ungarn.
Im Sommer 1990 ersetzte Alexei Owtschinnikow den Bassisten Anatoli Krupnow, der zu seiner Band Black Obelisk zurückkehrte.
1991 nahm die Band Terror Collection auf, eine Kompilation aus alten und neuen Liedern. Das Album enthielt sieben frühe Werke von 1985 bis 1987, auf denen Bassist Miguel Schemtschuschny als Sänger tätig war. Schemtschuschny trat hierfür der Band nur für die Aufnahme wieder bei und sang diese Lieder für die Kompilation ein. Bei den drei neueren Songs war der eigentliche Sänger Antonio Garcia zu hören. Zudem kam Dmitri Saar als zweiter Gitarrist zur Band.
Im Jahre 1994 veröffentlichte die Band das Album Escape from Mind auf Kassette neu bzw. das neue Album P.S.I.H.O., beide bei Moroz Records.
Die Band trennte sich 1996. Antonio Garcia konzentrierte sich auf sein Industrial-Projekt Descent und das erste Album Inclination.

## Diskografie
- 1987: Escape from Mind (Demo)
- 1989: Beware (Album, Atom H Records)
- 1991: Terror Collection (Kompilation, Atom H Records bzw. Teichiku Records (Japan))
- 1994: Escape from Mind (Album, Wiederveröffentlichung, Moroz Records)
- 1994: P.S.I.H.O. (Album, Moroz Records)